# Sébastien Faure
Sébastien Faure, właśc. Auguste Louis Sébastien Faure (ur. 6 stycznia 1858 w Saint-Étienne, zm. 14 lipca 1942 w Royan) – francuski pisarz, wolnomyśliciel, działacz anarchistyczny i pedagogiczny oraz propagator sekularyzacji. Główny orędownik anarchizmu syntezy.

## Życiorys
Urodził się w tradycjonalistycznej i konserwatywnej rodzinie, był czwartym dzieckiem z sześcioosobowej rodziny. Jego ojciec Auguste Faure, handlarz jedwabiem, zamożny mieszczanin, praktykujący katolik, partyzant Cesarstwa, odznaczony Legią Honorową, wysłał swojego syna na studia do seminarium duchownego Towarzystwa Jezusowego. Sébastien przerwał jednak naukę na prośbę ojca, który to doznał poważnego niepowodzenia finansowego, zobowiązując go do porzucenia kapłaństwa i poświęcenia się sprawom rodzinnym.
Dotrzymał obietnicy złożonej ojcu i poświęcił się handlowi, a w 1878 odbył służbę wojskową. Następnie spędził rok w Anglii, po czym wrócił i osiadł w Saint-Étienne, gdzie pracował jako inspektor firmy ubezpieczeniowej. Ożenił się ok. 1881 z Blanche Faure, niespokrewnioną, pochodzenia protestanckiego, i przeprowadził się z nią ok. 1885 do Bordeaux. Postanowił zerwać ze środowiskiem, z którego pochodził. Zaangażował się w ruch socjalistyczny. Podczas wyborów parlamentarnych w październiku 1885 reprezentował Partię Robotniczą. Nie został jednak wybrany. Żona była niechętna jego głębokiemu zaangażowaniu w sprawy polityki, przez co małżeństwo rozwiodło się, a Sébastien samotnie zamieszkał w Paryżu w 1888.
Po osiedleniu się w Paryżu stopniowo odchodził od socjalizmu na rzecz anarchizmu. Stał się zagorzałym propagandystą idei wolnościowych. Od 28 października do 4 listopada 1888 był delegatem na III Kongres Krajowej Federacji Związków Zawodowych, który odbył się w Bordeaux i Bouscat. Wówczas pierwszy raz publicznie określił siebie anarchistą. Od tamtego momentu rozpoczął podróże po całej Francji, aby dawać wykłady o prowokujących tytułach, m.in.: Dwanaście dowodów nieistnienia Boga, Parlamentarna zgnilizna, Nie rozkazuj i nie słuchaj. Jego starannie przygotowane przemówienia szybko osiągnęły duży sukces. W 1891 po przemówieniu wygłoszonym w Lyonie został aresztowany, a następnie skazany na osiemnaście miesięcy więzienia.
W 1894 został postawiony przed sądem w „Procesie trzydziestu” (fr. „Procès des trente”), ale uznano go niewinnym. W 1895 wraz z Louise Michel założył gazetę „Le Libertaire”, przyjmując nazwę wcześniejszego dziennika Josepha Déjacque’a. W czasie afery Dreyfusa był jednym z czołowych obrońców Alfreda Dreyfusa. W 1904 założył wolną szkołę „La Ruche” (pl. Ul) niedaleko Rambouillet, która musiała jednak zostać zamknięta w 1917 z powodu ograniczeń związanych z I wojną światową. W 1916 założył pismo „Ce qu’il faut dire”. Był także współtwórcą, wraz z rosyjskim anarchistą Wolinem, idei anarchizmu syntezy, która dotyczyła form tworzenia federacji anarchistycznych.
Podczas rewolucji hiszpańskiej Sébastien Faure brał udział w akcjach wsparcia organizowanych przez francuską Unię Anarchistyczną. Mimo że miał wtedy 78 lat, wyjechał do Katalonii, gdzie przebywał w pierwszej połowie października 1936. Spędził tam dwa tygodnie, w międzyczasie spotkał się z „kolumną Duruttiego” w Badajoz, przemawiał w Radiu Barcelona i brał udział w spotkaniach przygotowujących do ewentualnej międzynarodowej konferencji anarchistycznej. W gazecie „Le Libertaire” ukazała się seria reportaży związanych z jego podróżą. Następnie Faure pisał do „L’Espagne antifasciste” (od sierpnia 1936 do stycznia 1937), francuskojęzycznej gazety hizpańskiego CNT.
W czasie II wojny światowej brał udział w działaniach na rzecz pokoju. W 1940 schronił się przed wojną w Royan. W 1942 chciał wrócić do Paryża, jednak nie pozwolił mu na to słaby stan zdrowia. Zmarł 14 lipca 1942.

## Anarchizm syntezy
Dyskusja na temat syntezy anarchistycznej pojawia się w kontekście dyskusji na temat Platformy Organizacyjnej Wolnościowych Komunistów, napisanej przez grupę rosyjskich uchodźców Dieło Truda w 1926.
Dwa teksty będące odpowiedzią na Platformę, z których każdy proponował inny model organizacyjny, stały się podstawą tego, co nazwano następnie anarchizmem syntezy lub po prostu „syntetyzmem”. Wolin opublikował w 1924 artykuł wzywający do „syntezy anarchistycznej”; był także autorem artykułu dotyczącego tej kwestii w Encyklopedii Anarchistycznej (fr. Encyclopédie anarchiste), zainicjowanej przez Sébastiena Faure’a. Głównym celem idei było stworzenie wspólnej płaszczyzny współpracy różnych odłamów anarchizmu, który był wówczas podzielony w większości krajów na trzy główne tendencje: anarchizm komunistyczny, anarchosyndykalizm i anarchizm indywidualistyczny.
Przedstawiciele platformizmu chcieli pchnąć swoje pomysły do przodu poprzez zorganizowanie międzynarodowego kongresu anarchistycznego w dniu 12 lutego 1927. Wkrótce na Kongresie Narodowym Francuskiej Unii Anarchistycznej (UAF) idee propagowane przez grupę Dieło Truda zyskały dużą popularność, co spowodowało zmianę nazwy UAF na Rewolucyjną Anarchokomunistyczną Unię (UACR). Sébastien Faure przewodził frakcji w UACR, która zdecydowała się oddzielić od tej organizacji i utworzyć poza nią Stowarzyszenie Federalistycznych Anarchistów (AFA), uważając, że podejście grupy Dieło Truda zagraża tradycyjnym ideom anarchistycznym. Krótko później w swoim tekście Synteza anarchistyczna (fr. La synthèse anarchiste) Faure wyraził pogląd, że „współczesne nurty nie są sprzeczne, ale komplementarne, każdy z nich odgrywał rolę w anarchizmie: anarchosyndykalizm jako siła organizacji masowych i najlepsza droga do praktykowania anarchizmu; wolnościowy komunizm jako propozycja społeczeństwa przyszłości opartego na podziale owoców pracy zgodnie z potrzebami każdego; anarchoindywidualizm jako zaprzeczenie ucisku i potwierdzenie indywidualnego prawa do rozwoju jednostki, starając się zadowolić ją pod każdym względem”. Faure miał silne kontakty w Hiszpanii, więc jego propozycja miała większy wpływ na hiszpańskich anarchistów niż na platformę Dieło Truda, mimo że indywidualistyczny wpływ anarchistów w Hiszpanii był słabszy niż we Francji. Głównym celem było pogodzenie anarchokomunizmu z anarchosyndykalizmem.

## Publikacje
Sébastien Faure był inicjatorem projektu Encyklopedii Anarchistycznej (fr. Encyclopédie anarchiste). Łącznie udało się spisać 2893 stron w 4 tomach, za życia Faure’a wydano jednak wyłącznie tom 1.
Był autorem wielu artykułów, esejów i książek, m.in.:
- La douleur universelle (1895)
- Le Procès des Trente. Notes pour servir à l’histoire de ce temps: 1892–1894 (1896)[11]
- Douze preuves de l’inexistence de dieu (1908)[12]
- Mon communisme (1921)
- L’imposture religieuse (1923)
- Propos subversifs: douze conferences (1923)
- La synthèse anarchiste (1928)[13]